# Щебетун Олексій Володимирович
Олексі́й Володи́мирович Щебету́н (нар. 2 червня 1997, Запоріжжя, Україна) — український футболіст, нападник.

## Біографія

### Клубна кар'єра
Футболом почав займатися в Запоріжжі у дитячій школі місцевого «Металурга». Перший тренер — Сеновалов Микола Миколайович. З другої половини сезону 2012/13 перебував в академії «Динамо». У ДЮФЛ виступав за «Металург» та київське «Динамо».
На початку 2013 року був включений до заявки «Динамо». У чемпіонаті юнацьких команд U-19 дебютував 18 березня 2014 у матчі з донецьким «Шахтарем» (1:1). У чемпіонаті молодіжних команд U-21 дебютував 1 листопада 2014 у матчі проти «Дніпра» (Дніпропетровськ) (2:0).
У сезоні 2014/15 Щебетун став найкращим бомбардиром як у динамівській команді U-19 (8 голів у 15 матчах) так і U-21 (10 голів у 14 іграх). Обидва колективи фінішували у своїх першостях другими. У сезонах 2015/16 та 2016/17 з командою U-21 ставав молодіжним чемпіоном України.
В липні 2017 на правах оренди перейшов в «Сталь» (Кам'янське). Дебютував на дорослому рівні 16 липня 2017 року в матчі першого туру Прем'єр-ліги проти луганської «Зорі» (1:0), вийшовши в стартовому складі і на 63 хвилині був замінений на Гора Малакяна. У зимове міжсезоння повернувся до «Динамо».
У лютому 2018 року прибув на перегляд в білоруський клуб «Промінь» з Мінська і в березні підписав з ними контракт. 20 серпня того ж року став гравцем МФК «Металург».
З 2022 року захищає кольори литовського клубу «ФА Шяуляй».

### Збірна
З 2014 року залучався до юнацьких збірних України, а з 2016 року став виступати за молодіжну збірну.